# بوبي كومستوك
بوبي كومستوك (بالإنجليزية: Bobby Comstock)‏ هو مغني أمريكي، ولد في 29 ديسمبر 1941.

## روابط خارجية
- بوبي كومستوك على موقع ميوزك برينز (الإنجليزية)
- بوبي كومستوك على موقع ميوزك برينز (الإنجليزية)
- بوبي كومستوك على موقع ديسكوغز (الإنجليزية)